# Petersburg (Alaska)
Petersburg ist ein census-designated place (CDP) im Petersburg Borough sowie dessen Verwaltungssitz (Borough Seat) im US-Bundesstaat Alaska. Das U.S. Census Bureau hatet bei der Volkszählung 2020 eine Einwohnerzahl von 3.398 ermittelt. 

## Geographie
Petersburg liegt am nördlichen Ende der Mitkof-Insel, die zum Alexanderarchipel gehört, auf halber Strecke zwischen Juneau, das sich 190 km nördlich, und Ketchikan, das sich 180 km südlich befindet. Er liegt im sogenannten Alaska Panhandle.
Der Ort lebt überwiegend vom Fischfang. Diese Möglichkeit erkannten bereits vor mindestens 2000 Jahren indianische Gruppen, im 19. Jahrhundert betrieb der Norweger Peter Buschmann, dem der Ort seinen Namen verdankt, eine Fabrik für Fischkonserven. Daneben ist der Tourismus zu einem wichtigen Wirtschaftsfaktor geworden.

## Geschichte

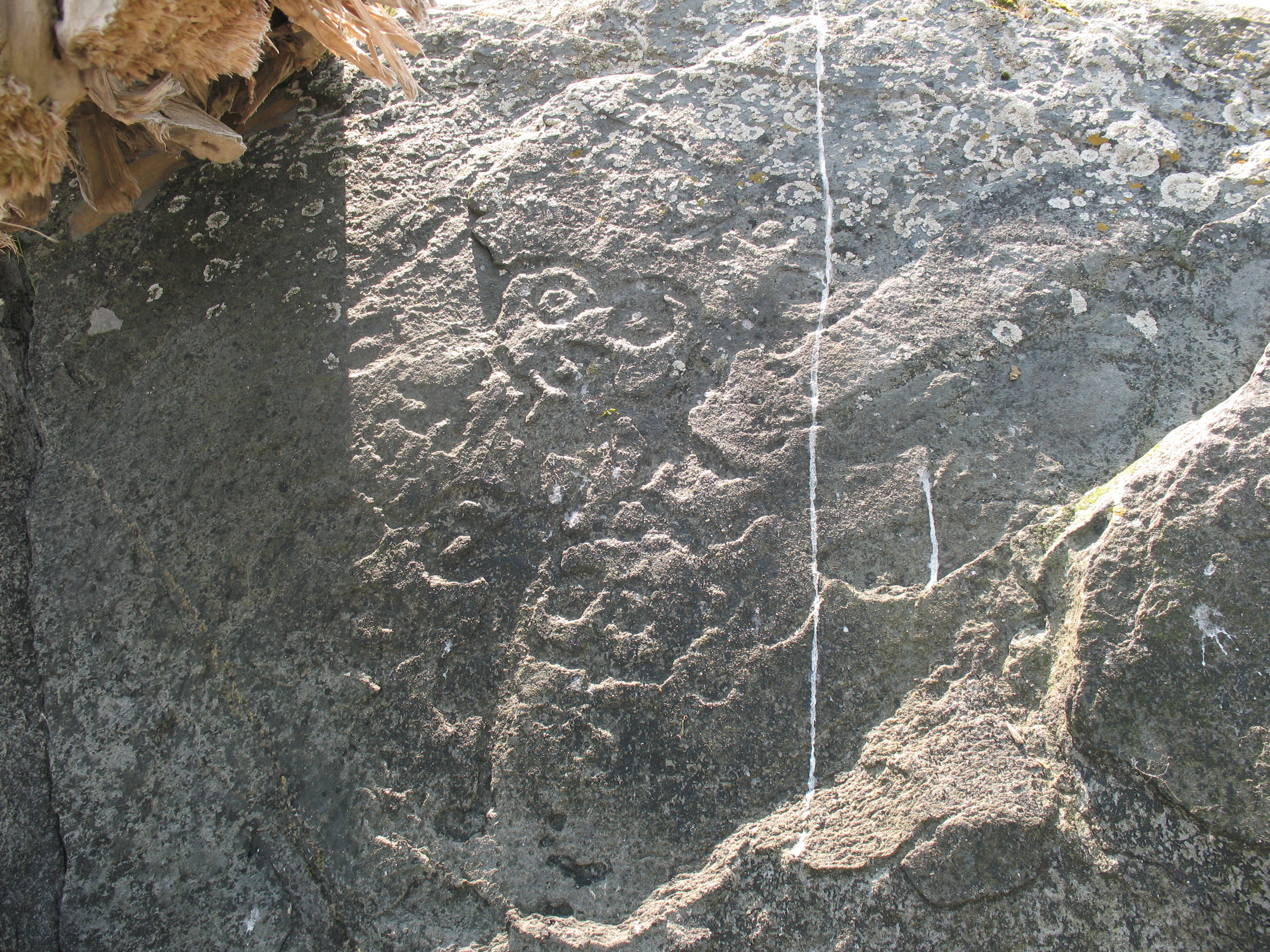
Petroglyphen an einem Strand östlich von Petersburg

Vor mindestens 2000 Jahren befand sich am Nordende der Mitkof-Insel ein Sommerlager der auf der Kupreanof-Insel lebenden Tlingit, das zum Fischfang benutzt wurde. Später wurde daraus am Sandy Beach eine ganzjährig bewohnte Siedlung. Hier finden sich auch Petroglyphen.
Der aus Norwegen stammende Einwanderer Peter Buschmann siedelte sich im später nach ihm benannten Ort 1897 an und baute 1898 eine Konservenfabrik und eine Hafenanlage. Der LeConte-Gletscher lieferte das notwendige Eis zum Kühlen des Fisches der Icy StraitsPacking Co. Sie ist die Vorgängerin der heutigen Petersburg Fisheries Inc., der wiederum der Icicle Seafoods Inc. in Seattle gehört. 1900 baute Buschmann zusätzlich eine Sägemühle.
Weitere norwegische Einwanderer folgten, sodass der Ort den Spitznamen Little Norway erhielt. 1910 wurde er zur Stadt erhoben (incorporated). Der 17. Mai, der Norwegischen Nationalfeiertag, wird seit 1958 gefeiert.
1916 kam die Alaskan Glacier Seafoods hinzu, die heute Trident Seafoods, Inc. hinzu. Gegründet von Earl Ohmer und Karl I. Sifferman brannte sie 1943 ab und siedelte an die Ecke Main / Excel Street um. 1985 brannte sie erneut ab. 1990 fusionierte sie mit Silver Lining Seafoods aus Ketchikan, 1992 mit der Lafayette Fisheries Inc. Trident verarbeitet heute vor allem Lachs, Heilbutt und Shrimps.
Die Bürgerrechtlerin Elizabeth Peratrovich, die 1945 dabei half, ein erstes Antidiskriminierungsgesetz in den USA durchzusetzen, und die Bürgerrechte für die lokalen Indianer forderte, vermachte ihr Haus der Petersburg Indian Association. Deren Kulturzentrum trägt daher seit Oktober 2008 den Namen Elizabeth Peratrovich Center.

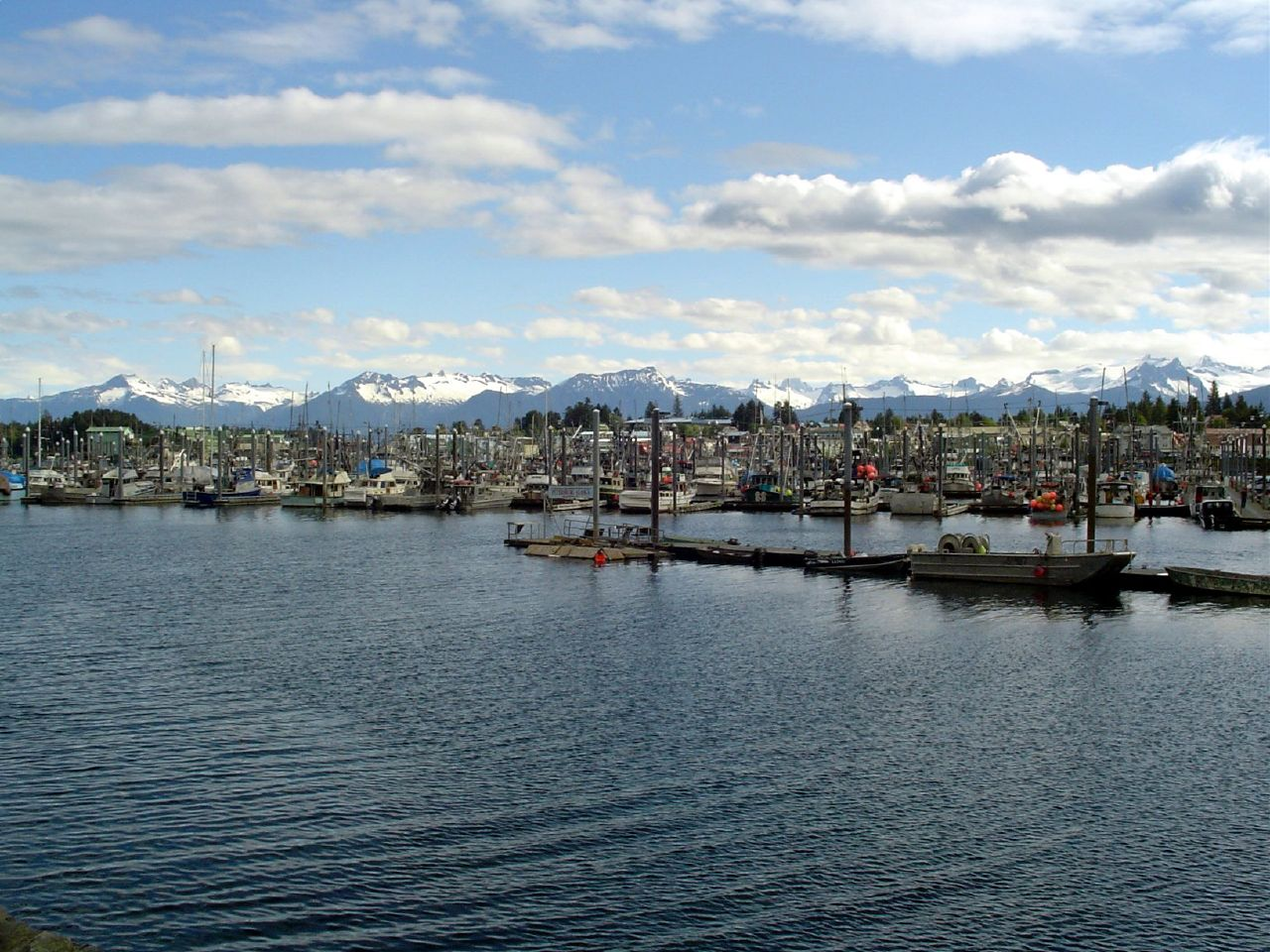
Hafen von Petersburg

Petersburg ist Alaskas größter Fischerzeuger, doch der Boom der 1980er Jahre ist vorbei. Nach Angaben der amerikanischen Fischereibehörde wurden im Jahr 2004 103 Millionen Pfund Fisch – was einer Menge von ungefähr 46.720 Tonnen entspricht – umgeschlagen. Damit war Petersburg der zwölftgrößte Fischereihafen der USA. 2008 setzte der Hafen Meerestiere im Umfang von 34,2 Millionen Dollar um. Die Holzindustrie fiel dagegen zurück, während der Tourismus stetig expandiert. 2008 kamen 40.000 Besucher nach Petersburg.
Zwischen 1972 und 1984 wurde der Hafen erheblich ausgebaut.
Ab 2000 entstand ein Interpretive Center, ein Besuchermuseum, dazu zwei etwa 12 m hohe Totempfähle von Tommy Joseph aus Sitka. Sie waren der Ausgangspunkt für den Totem Park und sind Adler und Rabe gewidmet, entsprechend den Clans der örtlichen Tlingit.
Vier Bauwerke und Konstruktionen des Boroughs sind im National Register of Historic Places (NRHP) eingetragen (Stand 24. April 2020): die Boote beziehungsweise Schiffe CHUGACH und F/V CHARLES W, der Leuchtturm Five Finger Islands Lighthouse und die Sons of Norway Hall.

## Demographie
Die Bevölkerungsentwicklung des Ortes lässt sich bis 1920 zurückverfolgen. Petersburg hatte zu dieser Zeit rund 900 Einwohner, eine Zahl, die bis 1950 auf rund 1600 anstieg. Dort stagnierte die Zahl bis in die 1960er Jahre, um 1970 die 2000 zu übersteigen. 1990 zählte man 3200 Einwohner.

## Verkehr
Petersburg ist mittels Fähre und Flugzeug zu erreichen. Zweimal täglich ist der Flugplatz mit Anchorage und Seattle verbunden. Die Fährverbindungen bewerkstelligen Schiffe von Alaska Marine Highway und der Inter-island Ferry Authority (Mai bis September).

## Umwelt
Eines der bedeutendsten Schutzgebiete ist der Tongass National Forest, der zum Petersburg Ranger District gehört. In diesem befinden sich die beiden einfach zugänglichen Gletscher Baird und Patterson.

## Kultur und Wissenschaft

### Clausen Museum
1968 entstand das Clausen Memorial Museum, das sich zum Ziel gesetzt hat, sowohl die Kultur der Tlingit, als auch der aus Europa und den USA stammenden Gruppen darzubieten. Das Haus birgt über 5.000 Artefakte, 45.000 Fotos und hat rund 200 Sammlungen aufgenommen.

### Petersburg Marine Mammal Center
Das Marine Mammal Center, das 1998 gegründet wurde, beschäftigt sich mit der Erforschung und dem Schutz der Meeressäuger der Region. Es bietet Ausstellungen und Unterricht.